# The Master Mind
The Master Mind is een Amerikaanse stomme film uit 1914, onder regie van Oscar Apfel en Cecil B. DeMille, met in de hoofdrol Edmund Breese. Het is een bewerking van het toneelstuk met dezelfde naam van Daniel D. Carter. De film is wellicht zoekgeraakt.

## Verhaal
Een advocaat die er niet in slaagt een onschuldige jongeman vrij te krijgen, bedenkt een ingewikkeld en duivels plan om wraak te nemen op de openbare aanklager.

## Rolverdeling
| Acteur            | Personage               |
| ----------------- | ----------------------- |
| Edmund Breese     | Richard Allen           |
| Fred Montague     | Henry Allen             |
| Jane Darwell      | Milwaukee Sadie         |
| Dick La Reno      | Blount                  |
| Harry Fisher      | Diamond Willie          |
| Mabel Van Buren   | Lucine, Three-Arm Fanny |
| Richard La Strang | Safe Blower             |
| Monroe Salisbury  | District attorney       |
| Billy Elmer       | Creegan                 |